# Сэрээнэнгийн Гиваапил
Сэрээнэнгийн Гиваапил (монг. Сэрээнэнгийн Гиваапил; 1906, аймак Сайн-Нойон-ханов, Внешняя Монголия (ныне сомон Чулуут Архангайского аймака) — 1938, Улан-Батор, МНР) — монгольский коммунист, активист МНРП, один из руководителей Службы внутренней охраны. Командовал подавлением Хубсугульского восстания. Критиковал советское вмешательство в дела МНР и политику Чойбалсана. Арестован в период массовых репрессий, приговорён к смертной казни и расстрелян. Посмертно реабилитирован.

## Ранние годы
Родился в аратской семье из аймака Сайн-Нойон-ханов Халхи, Внешняя Монголия (ныне сомон Чулуут аймака Архангай). С четырнадцати лет работал ткачом. Обучился грамоте, писал письма на заказ. Позитивно принял Монгольскую революцию 1921 и создание государства МНР.

## Контрповстанческая служба

### Картера в ДХГ
В 1925 году Гиваапил был призван на службу в МНРА. Служил в качестве писаря и делопроизводителя. Состоял в правящей компартии МНРП.
Руководство Службы внутренней охраны (ДХГ) проводило партийный и армейский набор грамотных и квалифицированных кадров. В июне 1926 года Сэрээнэнгийн Гиваапил был переведён на службу в ДХГ. Показал себя способным организатором. В 1927 году назначен командовать охранными силами на горном хребте Хан-Тайшир (ныне аймак Говь-Алтай).
Участвовал в подавлении Тугсбуянтского восстания 1930 года. Был награждён орденом «За боевые заслуги». При этом впоследствии отмечалось, что Гиваапил старался обходиться без массовых репрессий и масштабного кровопролития. В 1932 году назначен начальником политотдела и заместителем начальника ДХГ Бат-Очирына Элдэв-Очира, сохранил пост при Даваагийне Намсрае.

### Подавление Хубсугульского восстания
В 1932 году Сэрээнэнгийн Гиваапил руководил подавлением крупнейшего антикоммунистического выступления в МНР — Хубсугульского восстания. Состоял в специальной «комиссии по расследованию политических преступлений». Эта структура фактически являлась чрезвычайным органом высшей партийно-государственной власти: председатель комиссии Жамбын Лхумбэ с июля 1932 по июнь 1933 занимал пост генерального секретаря ЦК МНРП.  
Гиваапил возглавлял оперативное командование, участвовал в боях с повстанцами — в том числе с отрядами жанжина Батболдына Тугжа и жанжинаара Чимэдийна Самбуу в Хувсгеле и Архангае. Руководил не только боями, но и захватами монастырей и селений, проводил планомерную зачистку местности, отдавал приказы расстреливать пленных. В отбитых у повстанцев сомонах Жаргалант, Цэцэрлэг, Баянзурхэ Гиваапил ускоренно восстанавливал прежнюю административно-хозяйственную систему. После подавления восстания Гиваапил вновь был награждён орденом «За боевые заслуги».
Отряд Гиваапила являлся ударным подразделением правительственных сил. Но при этом Гиваапил вновь старался несколько ограничить жёсткость карательных мероприятий. Так, он отклонил инструкцию эмиссара ОГПУ при СНК СССР И. Ф. Чибисова применять отравленные пули (по некоторым данным, также отравляющие газы).

## Конфликт, арест, казнь
Сэрээнэнгийн Гиваапил был убеждённым коммунистом, но сторонником суверенитета МНР. Он откровенно высказывал недовольство советским вмешательством в монгольскую политику, поддерживал Пэлжидийна Гэндэна. В частности, он указывал на непонимание инструкторами ОГПУ в ДХГ специфических монгольских условий. Это вызвало резкую реакцию советских представителей и руководства МНРП. В 1934 Гиваапил был привлечён по «Делу Лхумбэ». На допросе отверг обвинения. Репрессирован на этот раз не был, но фактически выслан из Монголии «на учёбу» в Москву. Около года был слушателем КУТВ. Вернувшись в Монголию в 1935, Гиваапил получил назначение в одно из хозяйственных ведомств. К силовым структурам и спецслужбам уже не допускался. В частном порядке критиковал политику Чойбалсана и собственную «ссылку» в СССР.
Вновь был арестован в период массовых репрессий 1937 года. Следствие добивалось показаний на Гэндэна и Гэлэгдоржийна Дэмида, но Гиваапил отказался их давать. Был приговорён к смертной казни по стандартным обвинениям в «заговоре» и «шпионаже», расстрелян в 1938 году. Посмертно реабилитирован президиумом Верховного суда МНР в 1962 году.